# Sant'Oreste
Sant'Oreste est une commune italienne de la ville métropolitaine de Rome Capitale, dans la région Latium.
Avant la conquête romaine, le site se trouvait sur le territoire de « Capena Veteres », à une cinquantaine de kilomètres de Rome, sur le versant sud-est du mont Soracte, sur lequel, ou au pied duquel, d'anciens peuples italiques (Sabins, Falisques et Étrusques) célébraient Féronie (voir lien Feronia (Étrurie)).
En 748, Carloman (fils de Charles Martel) y fonda un monastère, occupé aujourd'hui par des Trinitaires.

## Administration
| Période                                  | Période | Identité | Étiquette | Qualité |
| ---------------------------------------- | ------- | -------- | --------- | ------- |
|                                          |         |          |           |         |
| Les données manquantes sont à compléter. |         |          |           |         |

### Communes limitrophes
Civita Castellana, Civitella San Paolo, Faleria, Nazzano, Ponzano Romano, Rignano Flaminio, Stimigliano.